# Европско првенство у атлетици у дворани 2007 — 60 метара препоне за жене
Такмичење у трчању на 60 метара са препонама у женској конкуренцији на Европском првенству у атлетици у дворани 2007. одржано је у Бирмингему, Уједињено Краљевство, у Националној арени 2. марта 2007. године.
Титулу освојену 2005. у Мадриду, одбранила је Сузана Калур из Шведске.

## Земље учеснице
Учествовале су 20 такмичарке из 15 земаља.
1. Белгија (1)
2. Грчка (1)
3. Летонија (1)
4. Мађарска (1)
5. Немачка (1)
6. Пољска (1)
7. Русија (3)
8. Србија (1)
9. Турска (2)
10. Уједињено Краљевство (1)
11. Финска (1)
12. Француска (3)
13. Хрватска (1)
14. Шведска (1)
15. Шпанија (1)

## Рекорди пре почетка Европског првенства 2007.
| Рекорди пре почетка Европског првенства 2007.     | Рекорди пре почетка Европског првенства 2007. | Рекорди пре почетка Европског првенства 2007. | Рекорди пре почетка Европског првенства 2007. | Рекорди пре почетка Европског првенства 2007. | Рекорди пре почетка Европског првенства 2007. |
| ------------------------------------------------- | --------------------------------------------- | --------------------------------------------- | --------------------------------------------- | --------------------------------------------- | --------------------------------------------- |
| Светски рекорд                                    | Лудмила Енгквист                              | Совјетски Савез                               | 7,69                                          | Чељабинск, СССР                               | 4. фебруар 1990.                              |
| Европски рекорд                                   | Лудмила Енгквист                              | Совјетски Савез                               | 7,69                                          | Чељабинск, СССР                               | 4. фебруар 1990.                              |
| Рекорди европских првенстава                      | Људмила Нарожиленко                           | Совјетски Савез                               | 7,74                                          | Глазгов, Уједињено Краљевство                 | 4. март 1990.                                 |
| Најбољи светски резултат сезоне у дворани         | Сузана Калур                                  | Шведска                                       | 7,85                                          | Штутгарт, Немачка                             | 3. фебруар 2007.                              |
| Најбољи европски резултат сезоне у дворани        | Сузана Калур                                  | Шведска                                       | 7,85                                          | Штутгарт, Немачка                             | 3. фебруар 2007.                              |
| Рекорди после завршетка Европског првенства 2007. |                                               |                                               |                                               |                                               |                                               |
| Најбољи светски резултат сезоне у дворани         | Сузана Калур                                  | Шведска                                       | 7,84                                          | Бирмингем, Уједињено Краљевство               | 2. март 2007.                                 |
| Најбољи европски резултат сезоне у дворани        | Сузана Калур                                  | Шведска                                       | 7,84                                          | Бирмингем, Уједињено Краљевство               | 2. март 2007.                                 |

## Најбољи европски резултати у 2007. години
Десет најбољих европских такмичарки на 60 метара препоне у дворани 2007. године пре почетка првенства (2. марта 2007), имале су следећи пласман на европској и светској ранг листи. (СРЛ)
| 1  | Сузана Калур Шведска           | 7,85 | 3. фебруар  | 1. СРЛ  |
| 2  | Josephine Onyia Шпанија        | 7,91 | 10. фебруар | 5. СРЛ  |
| 3  | Александра Антонова Русија     | 7,93 | 24. фебруар | 9. СРЛ  |
| 4  | Рејна-Флор Окори Француска     | 7,97 | 2. фебруар  | 12. СРЛ |
| 5  | Кирстен Болм Немачка           | 7,98 | 9. фебруар  | 13. СРЛ |
| 6  | Невин Јанит Турска             | 8,00 | 18. фебруар | 16. СРЛ |
| 7  | Ирина Шевченко Русија          | 8,02 | 9. фебруар  | 17. СРЛ |
| 8  | Sara McGreavy Велика Британија | 8,03 | 10. фебруар | 18. СРЛ |
| 8  | Аурелија Тривијанска Пољска    | 8,03 | 11. фебруар | 18. СРЛ |
| 10 | Сара Клакстон Велика Британија | 8,05 | 10. фебруар | 23. СРЛ |
|    |                                |      |             |         |
|    | Јелена Јотановић Србија        |      |             |         |

Такмичарке чија су имена подебљана учествују на ЕП 2007.

## Сатница
| Датум         | Време | Коло          |
| ------------- | ----- | ------------- |
| 2. март 2007  | 15:45 | Квалификације |
| 2. март 2007. | 18:20 | Финале        |

## Освајачи медаља
|                       |                             |                       |
| Сузана Калур, Шведска | Александра Антонова, Русија | Кирстен Болм, Немачка |

## Резултати

### Квалификације
У квалификацијама атлетичарке су биле подељене у три групе. За полуфинале су се директно пласирале по 2 првопласиране из сваке групе (КВ) и још 2 на основу резултата (кв).
| Место | Група | Атлетичарка          | Земља                | Резултат | Белешка           |
| ----- | ----- | -------------------- | -------------------- | -------- | ----------------- |
| 1.    | 1     | Сузана Калур         | Шведска              | 7,84     | КВ, СРС, ЕРС, ЛРС |
| 2.    | 1     | Ирина Шевченко       | Русија               | 7,90     | КВ, ЛРС           |
| 3.    | 3     | Александра Антонова  | Русија               | 7,95     | КВ                |
| 4.    | 2     | Рејна-Флор Окори     | Француска            | 8,01     | КВ, НР            |
| 5.    | 3     | Аурелија Тривијанска | Пољска               | 8,05     | КВ                |
| 5.    | 2     | Кирстен Болм         | Немачка              | 8,05     | КВ                |
| 7.    | 3     | Елине Берингс        | Белгија              | 8,07     | кв, НР            |
| 8.    | 3     | Sara McGreavy        | Уједињено Краљевство | 8,10     | кв                |
| 9.    | 2     | Невин Јанит          | Турска               | 8,11     |                   |
| 10.   | 1     | Адријана Ламал       | Француска            | 8,12     |                   |
| 11.   | 2     | Tatyana Pavliy       | Русија               | 8,17     |                   |
| 12.   | 1     | Едит Вари            | Мађарска             | 8,24     |                   |
| 13.   | 3     | Alice Decaux         | Француска            | 8,27     |                   |
| 14.   | 2     | Esen Kızıldağ        | Турска               | 8,38     |                   |
| 15.   | 3     | Јохана Халкоахо      | Финска               | 8,41     |                   |
| 16.   | 1     | Arantza Loureiro     | Шпанија              | 8,57     |                   |
| 17.   | 1     | Занда Грава          | Летонија             | 8,58     |                   |
| 18.   | 3     | Јелена Јотановић     | Србија               | 8,25     |                   |
|       | 2     | Флора Редоуми        | Грчка                | Диск.    |                   |
|       | 2     | Андреа Иванчић       | Хрватска             | НС       |                   |

### Финале
Финале је одржано у 18,20.
| Место | Атлетичарка          | Земља                | Резул. | Бел. |
| ----- | -------------------- | -------------------- | ------ | ---- |
|       | Сузана Калур         | Шведска              | 7,87   |      |
|       | Александра Антонова  | Русија               | 7,94   |      |
|       | Кирстен Болм         | Немачка              | 7,97   | ЛРС  |
| 4.    | Ирина Шевченко       | Русија               | 8,01   |      |
| 5.    | Sara McGreavy        | Уједињено Краљевство | 8,04   |      |
| 6.    | Рејна-Флор Окори     | Француска            | 8,08   |      |
| 7.    | Аурелија Тривијанска | Пољска               | 8,25   |      |
| 8.    | Елине Берингс        | Белгија              | 8,56   |      |